# Lāčplēsis-Orden

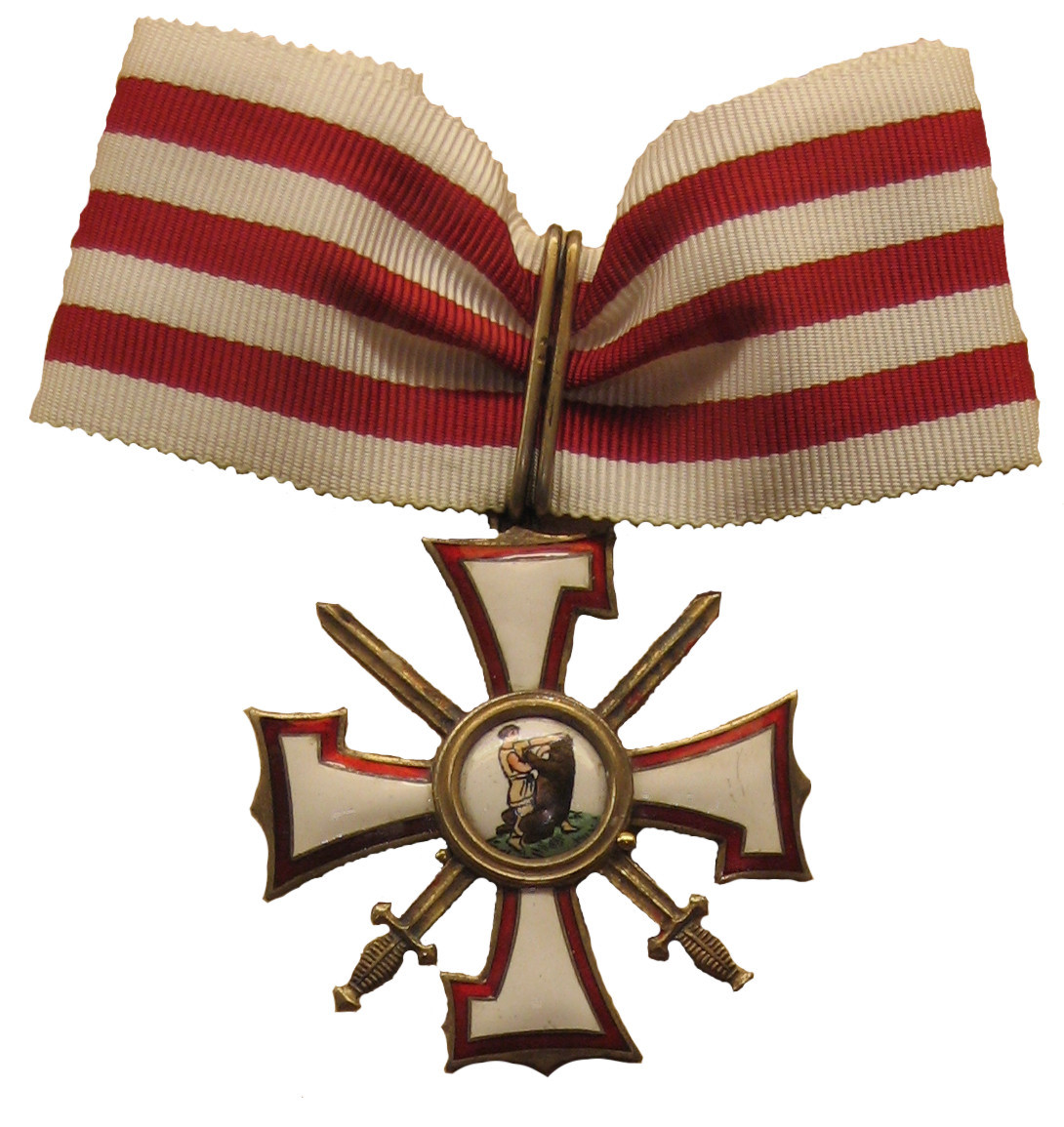
Lāčplēsis-Orden II. Klasse

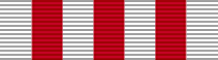
Bandschnalle

Der Kriegsorden von Lāčplēsis (lettisch Lāčplēša Kara ordenis, kurz LKO), auch Bärentöterorden, war der erste Militärverdienstorden der souveränen Republik Lettland.

## Geschichte
Benannt wurde der Orden nach dem lettischen Nationalepos Lāčplēsis (Bärenreißer, häufig falsch übersetzt mit „Bärentöter“) von Andrejs Pumpurs. Anlass der Stiftung war die Vertreibung der weißen Westrussischen Befreiungsarmee unter Pawel Michailowitsch Bermondt-Awaloff am 11. November 1919 („Lāčplēsis-Tag“). Die erste Verleihung des dreistufigen Ordens fand am 11. November 1920 statt, die letzte am 11. November 1928.

## Ordensdekoration
Die Ordensdekoration besteht in einer rechtsgewinkelten, weiß emaillierten und rot-gold geränderten Swastika und zwei gekreuzten Schwertern. In der Mitte befindet sich ein Medaillon, das im Avers Lāčplēsis bei der Tötung des Bären zeigt, im Revers das Stiftungsdatum und die Inschrift Par Latviju (Für Lettland). Das Ordensband besteht aus vier weißen und drei roten Streifen.

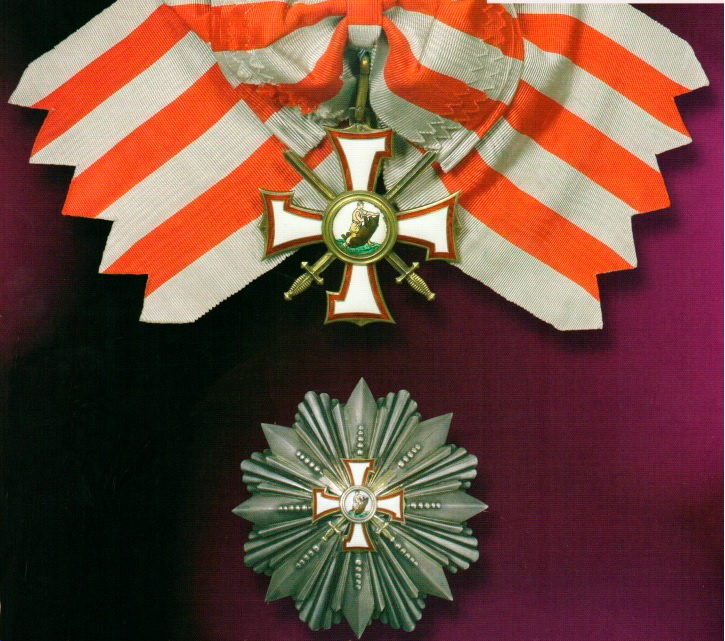
Dekoration der I. Klasse

Die I. Klasse trug es als Schulterband und dazu einen silbernen, achtstrahligen Bruststern mit dem Avers des Ordenszeichens. Die II. Klasse trug das Ordenszeichen am Hals, die III. Klasse an der Brust.

## Verleihungszahlen
Unter den elf Ordensträgern I. Klasse in der achtjährigen Geschichte des Ordens befanden sich unter anderen der polnische Marschall Józef Piłsudski, der italienische König Viktor Emanuel III., Benito Mussolini und der belgische König Albert I. 61 Personen erhielten den Orden II. Klasse (18 Letten, 43 Ausländer) und 2.072 Personen den Orden III. Klasse (1600 Soldaten der nationalen Armee, 202 lettische Veteranen, 271 Ausländer).